# Salvatore Zotta
Salvatore Zotta (* 28. Juni 1938 in Potenza) ist ein italienischer Diplomat im Ruhestand.

## Studium
Er schloss ein Studium der Rechtswissenschaft an der Universität La Sapienza ab.

## Werdegang
1961 trat er in den auswärtigen Dienst.
Von 1963 bis 1969 war er Vizekonsul in München, Gesandtschaftssekretär zweiter Klasse beim Heiligen Stuhl und in Washington, D.C.
Von 1969 bis 1972 wurde er in Rom mit Öffentlichkeitsarbeit beschäftigt.
Von 1972 bis 1976 war er Generalkonsul in Luanda.
Von 1976 bis 1980 war er Gesandtschaftsrat in Brüssel. Wo er 1980 zum Gesandtschaftsrat erster Klasse ernannt wurde.
Von 1980 bis 1982 wurde er in Rom beschäftigt.
Von 1982 bis 1983 saß er in der 34. Sitzungsperiode des Centro Alti Studi per la Difesa.
Von 1983 bis 1984 wurde er in der Abteilung Migration und soziale Angelegenheiten beschäftigt. 1984 leitete er die Rechtshilfe für Staatsangehörige.
Vom 6. November 1984 bis am 14. Mai 1989 war er Botschafter in Kampala und war zeitgleich in Kigali (Ruanda) und Bujumbura (Burundi) akkreditiert.
Von 1989 bis 1994 war er Generalkonsul in Lugano.
1985 wurde er zum außerordentlichen Gesandten und zum zweiten bevollmächtigten Minister ernannt.
Von 1994 bis 1999 war er zum Leiter des diplomatischen Beraterstabes des Ministerpräsidenten (1994–1995 Silvio Berlusconi) ernannt und wurde mit der Koordinierung des Katastrophenschutzes beschäftigt.
Vom 30. Oktober 2001 bis am 1. September 2005 war er Botschafter in Colombo und zeitgleich in Malé (Malediven) als Botschafter akkreditiert.